# Izzadó nyálkásgalóca
Az izzadó nyálkásgalóca (Limacellopsis guttata) a galócafélék családjába tartozó, Európában és Észak-Amerikában honos, fenyvesekben és lomberdőkben élő, ehető gombafaj.

## Megjelenése
Az izzadó nyálkásgalóca kalapja 4-12 cm széles, fiatalon harang alakú, majd domborúan, széles domborúan kiterül, közepén gyakran széles, lapos púppal. Felszíne nedvesen nyálkás, csupasz vagy finoman pikkelyes, fiatalon kissé ráncolt. Színe fehéres, krémszínű, halványokkeres, középen világosbarna.  
Húsa vastag, kemény, színe fehéres. Szaga és íze erősen lisztszerű. 
Sűrű lemezei szabadon állnak, élük finoman csipkézett. Színük fehér vagy krémszínű. Fiatalon burok védi őket. Nedves időben cseppeket izzadnak.
Tönkje 7-15 cm magas és 1-2 cm vastag. Alakja lefelé vastagodó, töve gyakran gumósan megvastagodott. Színe fehér vagy krémszínű. Felszíne nem nyálkás, a gallér alatt fehéresen vagy barnásan szálas vagy pelyhes. Nedves időben a gallér fölötti zónában cseppeket izzad, amelyek barnás-olívzöldes száradási nyomot hagynak. Gallérja  széles, hártyás, fehér színű.
Spórapora fehér. Spórája kerek vagy tojásdad, sima vagy nagyon finoman szemölcsös, inamiloid, mérete 4,5-6 µm.

### Hasonló fajok
A fehér tarlógomba, a foltosodó őzlábgomba, esetleg a halálosan mérgező gyilkos galóca hasonlít hozzá. 

## Elterjedése és termőhelye
Európában és Észak-Amerikában honos. Magyarországon nem gyakori. 
Lombos és tűlevelű erdőkben található meg, többnyire meszes, humuszban gazdag talajon. Augusztustól októberig terem.

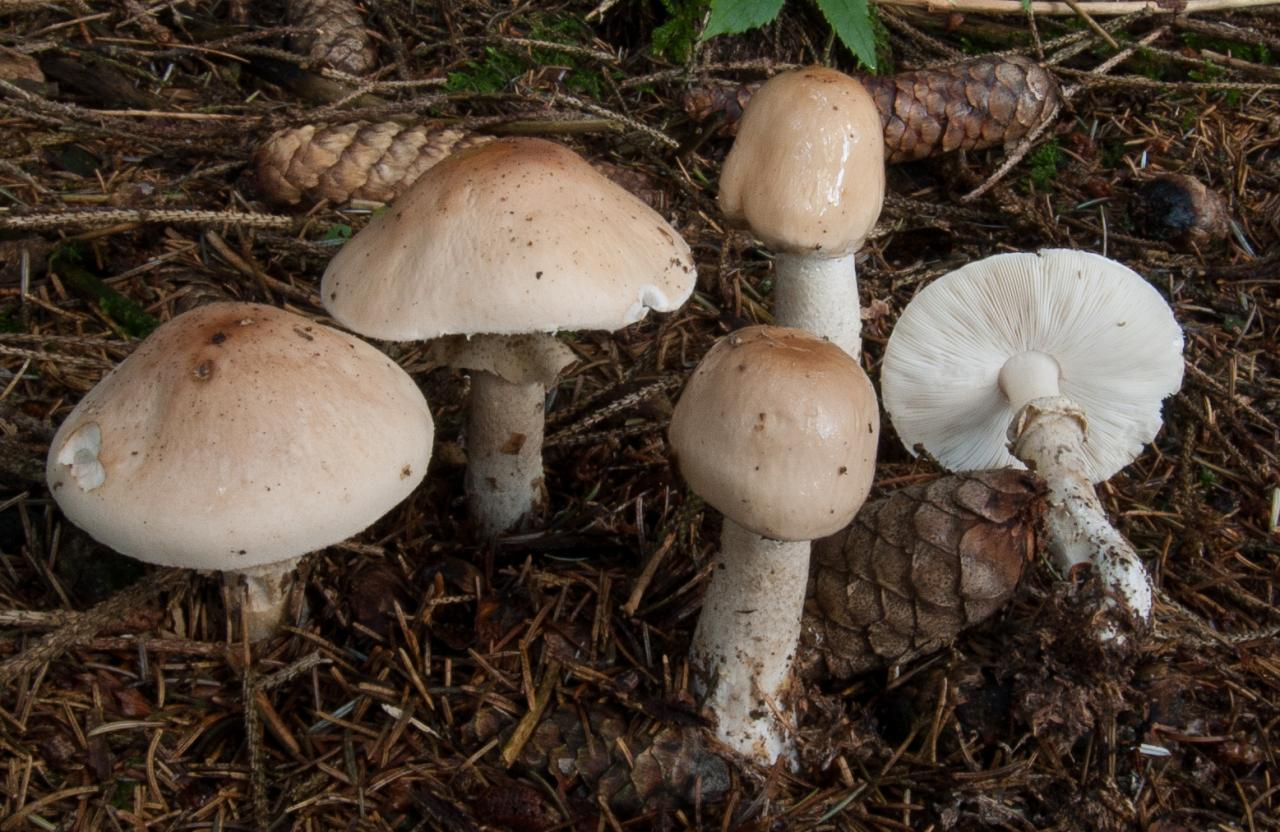
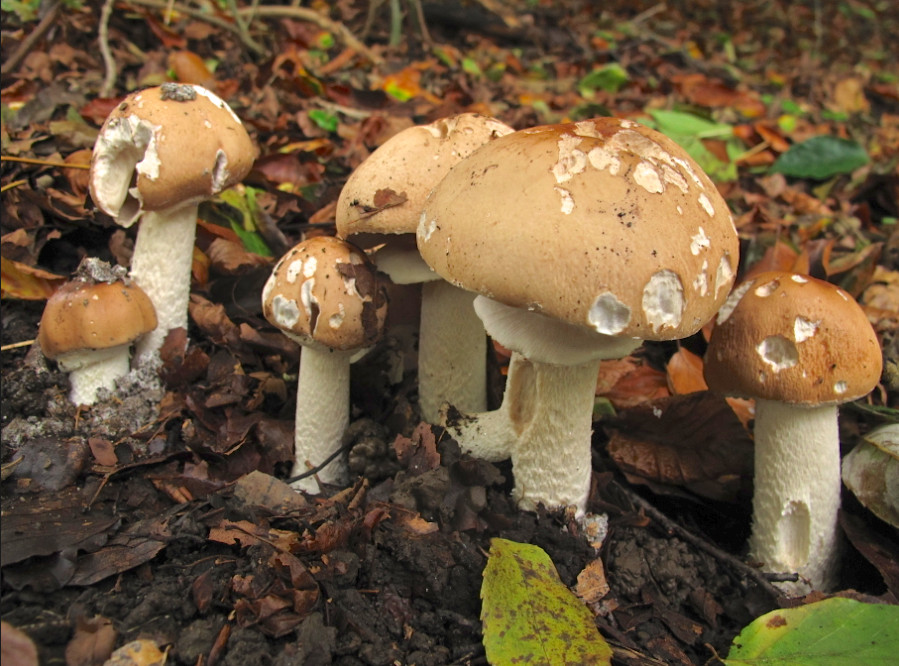
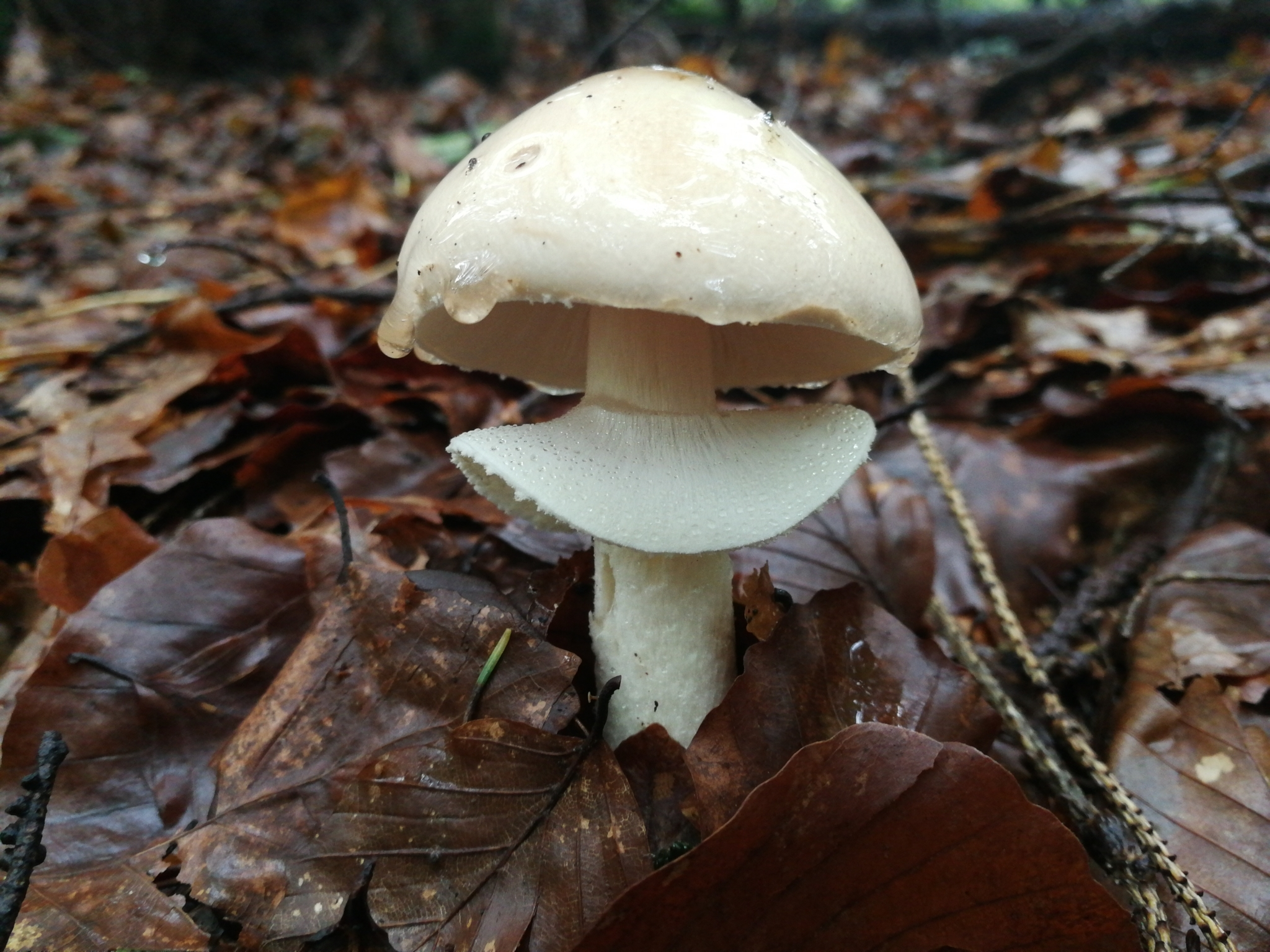
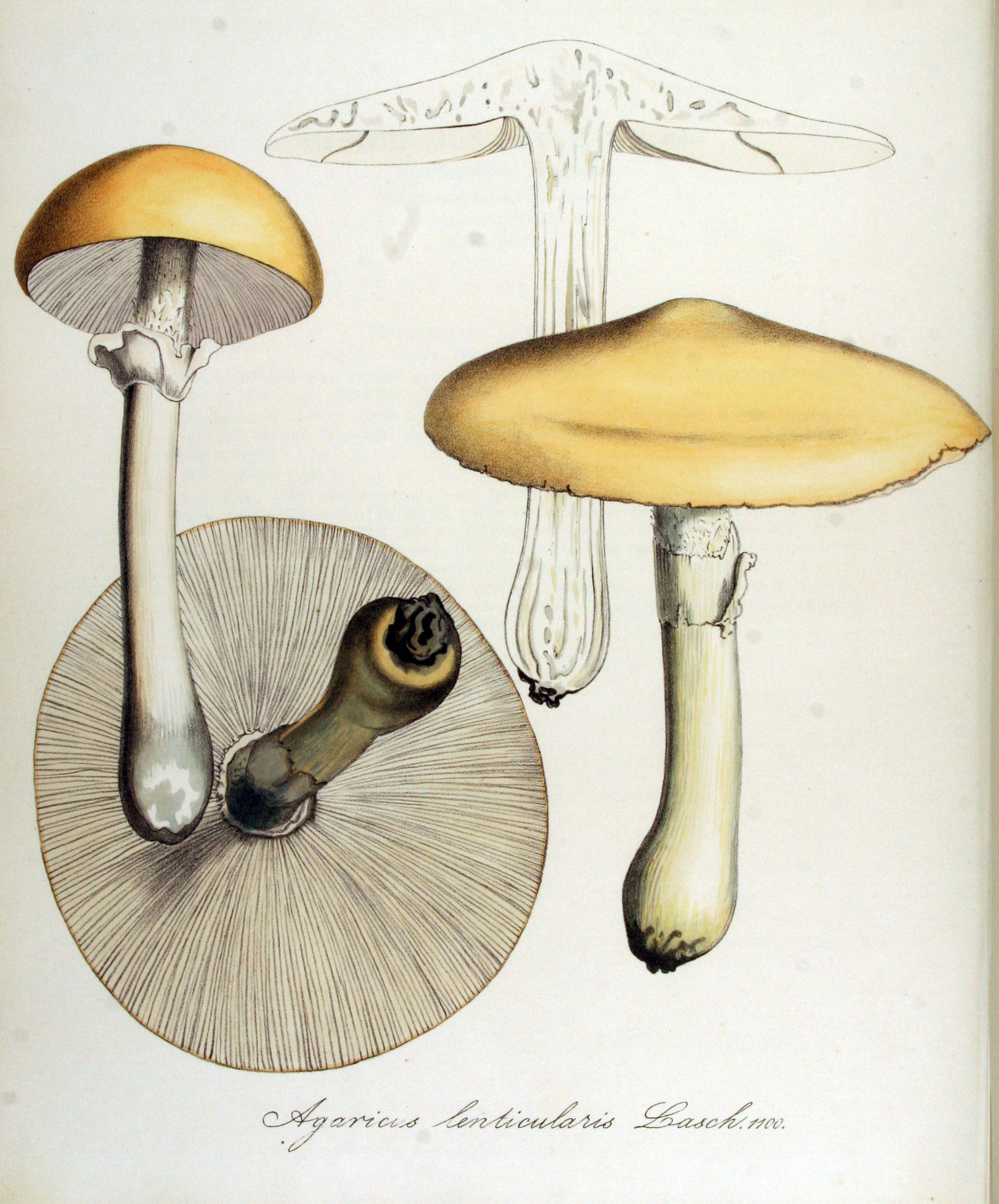
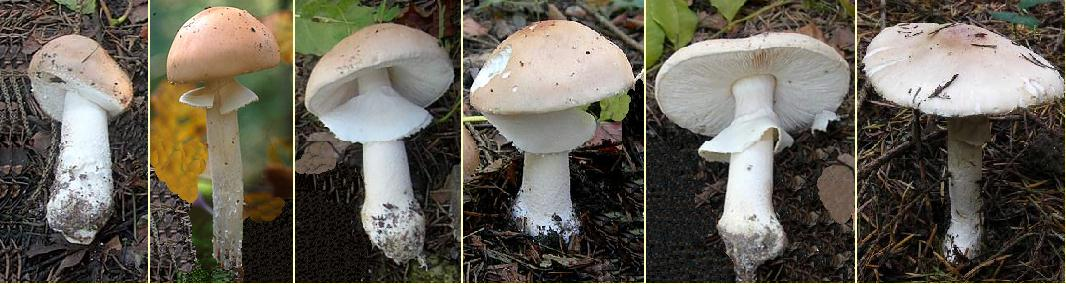

Ehető.  